# Луциано Плазибат
Луциано Плазибат (Сплит, 23. јун 1998) је хрватски плесач, кореограф, ифлуенсер и телевизијска личност. У јавности је постао познат учешћем у деветој сезони ријалити шоу програма Велики брат у Хрватској током пролећа 2018. године.

## Биографија
Рођен је у Сплиту, док је по оцу пореклом из Дугопоља. Живи и ради у Загребу. Ишао је у поморску школу и као дечак наступао са плесним клубом у хрватској верзији емисије Ја имам таленат.  Са деветнаест година пријавио се за учешће у ријалити шоу програму Велики брат где се задржао педесет и седам дана од укупно сто. У кућу је ушао као студент новинарства који се из хобија бави плесом, што му ускоро постаје главна професија. 
Креирао је садржај и снимао за хрватску забавну платформу JoomBoos од 2019. до 2023. године, док у међувремену почиње да сарађује са најпопуларнијим певачима и певачицама из региона. Од 2023. године постаје један од водитеља једанаесте сезоне хрватске верзије емисије Плес са звездама, радећи интервјуе са такмичарима и такмичаркама на друштвеним мрежама.  Годину дана касније, наставља успешну сарадњу са Новом ТВ и учествује у осмој сезони хрватске верзије емисије Твоје лице звучи познато. 
Луциано је регионалну препознатљивост међу младима стекао помоћу друштвених мрежа и сарадње са платформом JoomBoos. Био је водитељ четврте и пете сезоне такмичарског шоу програма Joomboos Videostar у ком се међу анонимним кандидатима и кандидаткињама проналази нова инфлуенсерска звезда.  Након успостављања сарадње са Дином Мерлином, Милицом Павловић, Северином и многим другим извођачима постаје признат у свом послу кореографа и плесача широм региона. 
Наступао је са Албином која је 2021. године представљала Хрватску на Евровизији.  Од колега највише сарађује са кореографом Игором Барберићем који му је и близак пријатељ. Брат му је хрватски кикбоксер Антонио Плазибат. Због траума из детињства јер је био изложен увредама на рачун физичког изгледа, Плазибат пати од телесне дисформије. 
Луциано је 2025. године постао званичан такмичар четврте сезоне српско-хрватске верзије Survivor ријалити шоа као члан жутог тима.  У јуну 2025. године се аутовао као хомосексуалац у интервјуу за амерички магазин "Out". 